# Monika Herz
Monika Herz (* 12. Juli 1951 als Monika Schmidt in Letschin, DDR) ist eine deutsche Schlagersängerin.

## Leben
Nach einer Lehre als Gebrauchsgrafikerin trat Herz dem Volkskunstensemble des Eisenhüttenkombinats Ost bei. Ab 1970 produzierte sie regelmäßig für den Rundfunk der DDR, ihre erste Single Zärtlich sollst du bleiben erschien 1972 bei Amiga. Etwa ab dieser Zeit war sie auch im DDR-Fernsehen einer der am häufigsten auftretenden DDR-Stars und wurde zum Publikumsliebling.
Herz trat z. B. in den Sendungen Da liegt Musike drin, Bong, Schlagerstudio, Klock 8, achtern Strom, Musikanten sind da, Oberhofer Bauernmarkt, Im Krug zum grünen Kranze, Ein Kessel Buntes, Mit Lutz und Liebe, Wennschon dennschon oder Auf Schusters Rappen auf. Von 1972 bis 1989 erschienen vier LPs und mehr als ein Dutzend Singles. Große Erfolge feierte sie in den 1970er- und 1980er-Jahren mit Titeln wie Kleiner Vogel, Charly adé, Melodie Poesie, Hallo wie geht's, Wir haben zusammen die Sterne gezählt, Heut' sah ich sie wieder, Bitte tanz mit mir oder Mingo.
Außerdem hat sie 1985 zwei Titel für die Kinderschallplatte In Dingsbumshausen ist was los eingesungen.
Seit 2002 steht sie gemeinsam mit ihrem Sohn David als Monika Herz & David auf der Bühne. Ein erstes gemeinsames Album Für die Seele² wurde im Dezember 2007 veröffentlicht. Das Duo tritt seit 2002 überwiegend in Deutschland und besonders in den ostdeutschen Bundesländern auf.
Monika Herz ist verwitwet, ihr Ehemann Dieter Frikell starb im Februar 2024. Sie haben einen 1982 geborenen Sohn. Herz ist zweifache Großmutter.

## Singles
- AMIGA 455 914 Zärtlich sollst du bleiben/Teddybär (1973)
- AMIGA 456 005 Komm Kolumbus komm/Tanz eine Nacht unter Sternen (1973)
- AMIGA 456 056 Schön ist das Land/Alle sind Geburtstagskinder (1974)
- AMIGA 456 110 Schreib mir mal wieder/Jede Liebe (1975)
- AMIGA 456 145 Mama ich komm wieder/Melodie Poesie (1975)
- AMIGA 456 183 Ich fang an zu lieben/Feuer in der Nacht (1976)
- AMIGA 456 215 Hallo wie geht's/Wir haben zusammen die Sterne gezählt (1976)
- AMIGA 456 271 Charly, ade/Kleiner Vogel (1977)
- AMIGA 456 317 Der Mann gegenüber/Bitte tanz mit mir (1978)
- AMIGA 456 400 Irgendein Septembertag/Denn ich kann dich nicht vergessen (1979)
- AMIGA 456 481 Ich weiß ein Lied/Komm, liebe Sonne, scheine (1981)
- AMIGA 456 519 Wir müßten mal reden/Beug dich zu mir (1982)
- AMIGA 456 567 Heut' sah ich sie wieder/Die Rose aus Glas (1984)
- AMIGA 556 222 Quartett (Ich suche meine Chance/Liebe/Das kann nicht wahr sein/Ich habe keine Worte mehr) (1989)
- Wespo 6910705 Es gibt immer einen (der es besser kann)/So ist unser Leben (1990)
- Perl S-CD 74016 Einmal in die Ferne (2006)

## Alben
- 1976 Melodie Poesie (AMIGA, LP)
- 1978 Bitte tanz mit mir (AMIGA, LP)
- 1979 Mit den besten Wünschen (AMIGA, LP)
- 1987 Komm, wir müssten mal reden (AMIGA, LP)
- 1995 Herzlichst – Meine schönsten Lieder (AMIGA, CD)
- 2007 Für die Seele² (mit Sohn David)
- 2008 Meine größten Erfolge (Kleiner Vogel) (AMIGA, CD)
- 2011 40 Hits zum 40. Bühnenjubiläum (AMIGA, CD)
- 2015 Die Musik unserer Generation – Die grössten Hits (AMIGA/Superillu, CD)

## Rundfunkaufnahmen
- 1971 Frühling am Meer
- 1972 Ich liebe den Winter am Meer
- 1972 Alle Männer
- 1972 Küss nur, wenn du verliebt bist
- 1972 Tanzen ohne Schuh
- 1972 Sieben Straßen weiter wohnt die Liebe
- 1976 Ich bin immer für dich da
- 1975 Sing, sing
- 1977 Fürs ganze Leben
- 1980 Du musst entscheiden
- 1981 Zwerge und Riesen